# 全国高等学校野球選手権東中国大会
全国高等学校野球選手権東中国大会（ぜんこくこうとうがっこうやきゅうせんしゅけんひがしちゅうごくたいかい）は、1948年（第30回）から1974年（第56回）まで行われていた、全国高等学校野球選手権大会の地方大会。

## 概要
1957年（第39回）まで岡山県・鳥取県・島根県を対象に行われていたが、1959年（第41回）から島根県が西中国大会に編成替えとなり、岡山県と鳥取県を対象に行われるようになった。
1975年（第57回）から岡山県の単独代表が認められ、鳥取県は島根県と山陰大会を編成することとなった。

## 大会結果
| 年度（大会）         | 優勝校（代表校） | 決勝スコア | 準優勝校         | 参加県           |
| -------------------- | ---------------- | ---------- | ---------------- | ---------------- |
| 1948年（第30回大会） | 関西（岡山）     | 6 - 3      | 倉敷工（岡山）   | 岡山・鳥取・島根 |
| 1949年（第31回大会） | 倉敷工（岡山）   | 2 - 1      | 境（鳥取）       | 岡山・鳥取・島根 |
| 1950年（第32回大会） | 米子東（鳥取）   | 9 - 6      | 鳥取西（鳥取）   | 岡山・鳥取・島根 |
| 1951年（第33回大会） | 岡山東（岡山）   | 3 - 0      | 岡山朝日（岡山） | 岡山・鳥取・島根 |
| 1952年（第34回大会） | 境（鳥取）       | 8 - 3      | 米子東（鳥取）   | 岡山・鳥取・島根 |
| 1953年（第35回大会） | 鳥取西（鳥取）   | 8 - 1      | 米子南（鳥取）   | 岡山・鳥取・島根 |
| 1954年（第36回大会） | 米子東（鳥取）   | 1 - 0      | 関西（岡山）     | 岡山・鳥取・島根 |
| 1955年（第37回大会） | 玉島（岡山）     | 5 - 1      | 倉敷工（岡山）   | 岡山・鳥取・島根 |
| 1956年（第38回大会） | 米子東（鳥取）   | 3 - 0      | 境（鳥取）       | 岡山・鳥取・島根 |
| 1957年（第39回大会） | 松江商（島根）   | 5 - 4      | 笠岡商工（岡山） | 岡山・鳥取・島根 |
| 1959年（第41回大会） | 倉敷工（岡山）   | 5 - 4      | 米子工（鳥取）   | 岡山・鳥取       |
| 1960年（第42回大会） | 米子東（鳥取）   | 3 - 2      | 倉敷工（岡山）   | 岡山・鳥取       |
| 1961年（第43回大会） | 倉敷工（岡山）   | 3 - 1      | 岡山東商（岡山） | 岡山・鳥取       |
| 1962年（第44回大会） | 倉敷工（岡山）   | 4 - 1      | 倉敷商（岡山）   | 岡山・鳥取       |
| 1964年（第46回大会） | 米子南（鳥取）   | 3 - 2      | 倉敷商（岡山）   | 岡山・鳥取       |
| 1965年（第47回大会） | 岡山東商（岡山） | 2 - 1      | 関西（岡山）     | 岡山・鳥取       |
| 1966年（第48回大会） | 岡山東商（岡山） | 6 - 5      | 倉敷商（岡山）   | 岡山・鳥取       |
| 1967年（第49回大会） | 倉敷工（岡山）   | 3 - 2      | 米子工（鳥取）   | 岡山・鳥取       |
| 1969年（第51回大会） | 玉島商（岡山）   | 5 - 3      | 岡山東商（岡山） | 岡山・鳥取       |
| 1970年（第52回大会） | 岡山東商（岡山） | 6 - 4      | 岡山日大（岡山） | 岡山・鳥取       |
| 1971年（第53回大会） | 岡山東商（岡山） | 8 - 2      | 八頭（鳥取）     | 岡山・鳥取       |
| 1972年（第54回大会） | 米子工（鳥取）   | 2 - 1      | 鳥取西（鳥取）   | 岡山・鳥取       |
| 1974年（第56回大会） | 玉島商（岡山）   | 1 - 0      | 倉敷工（岡山）   | 岡山・鳥取       |